# Gelegenheitsbildung
Als Gelegenheitsbildung (auch: Okkasionalismus, Ad-hoc-Bildung oder Augenblicksbildung) wird in der Linguistik ein Wort bezeichnet, das nur einmal oder sehr selten verwendet wird und (noch) nicht zum etablierten Wortschatz einer Sprache gehört. Im weiteren Sinn kann es sich dabei auch um eine Wendung handeln. Okkasionalismen sind Neologismen im Anfangsstadium. Sprecher lebender Sprachen erfinden täglich neue Wörter, mit denen sie spontan entstehende Benennungslücken schließen oder stilistische oder emotionale Aspekte ausdrücken. Manche werden einmal oder selten verwendet, dann bleiben es Okkasionalismen, andere werden häufiger gebraucht und finden schließlich ihren Platz im Wortschatz.
Okkasionalismen tauchen besonders in der Werbung, in der Mediensprache, in der Jugendsprache und in diversen Formen der Literatur auf. Manchmal gehen sie auf mediale Ereignisse oder auf populäre Kinofilme zurück. Ein Beispiel ist die Wortschöpfung Mantalette für Cowboystiefel aus einem Till-Schweiger-Film der 1990er Jahre. Sie entstehen meist über Wortbildung (fuckegal, anlabern, Schnipo (Schnitzel mit Pommes)), Entlehnung aus anderen Sprachen (Buzzer, Cache), durch eine veränderte Bedeutung vorhandener Lexeme (stalken ‚suchen‘). Selten werden neue Wörter ohne morphologische Struktur geschaffen (Zalando).
Eine Gelegenheitsbildung kann nur ein einziges Mal verwendet werden oder mehrmals. Entscheidend für die Einordnung als Gelegenheitsbildung ist, dass das Wort eine „sprachliche Eintagsfliege“ bleibt. Stattdessen gibt es auch die Möglichkeit, dass sich solch ein Wort immer mehr durchsetzt. Eine Zeitlang wird es dann öfter und von mehreren Menschen gebraucht, aber immer noch als neu empfunden. Dann handelt es sich nicht mehr um eine Gelegenheitsbildung, sondern um einen Neologismus im engeren Sinne. Der Übergang ist gleitend, darum ist eine Grenzziehung zwischen Okkasionalismus und Neologismus nicht möglich, außer, sie wird statistisch gesetzt. Deswegen bezieht sich der Begriff Neologismus insgesamt auf neue Wörter, Gelegenheitsbildung hebt das Anfangsstadium eines neuen Wortes hervor. Als Abschluss dieses Prozesses der Etablierung gilt die Aufnahme des Wortes in ein allgemeinsprachliches Wörterbuch.
Der Anlass einer Gelegenheitsbildung besteht häufig darin, dass in einer aktuellen Benennungssituation eine lexikalische Lücke geschlossen wird. Oft spielt auch die Sprachökonomie eine Rolle. Beispielsweise ist eine ad hoc gebildete Bezeichnung wie Bierdeckel-Steuerreform einfacher und im Kontext auch verständlicher als eine umständliche Umschreibung des komplexen Sachverhalts („eine Steuerreform, nach deren Vollzug eine Steuererklärung so kurz ausfällt, dass diese auf einen Bierdeckel passt“). Ferner kann eine Gelegenheitsbildung auch dem Bedürfnis entspringen, eine bestimmte Einstellung des Sprechers auszudrücken.
Einen Okkasionalismus für ein fehlendes Wort zu formen ist nur eine von vielen möglichen Erklärungen. Oft spielen spielerische, sprachökonomische, klangsymbolische Faktoren, die etwa zu Kunstwörtern (Urschöpfungen) führen, vgl. Kodak, mit hinein. Okkasionalismen erfüllen bestimmte kommunikative Aufgaben. Die Mechanismen, nach denen manche länger leben und schließlich ihren Weg ins Wörterbuch finden, sind noch nicht bekannt.